# Ante Šušnjar
Ante Šušnjar (ur. 27 stycznia 1983 w Mostarze) – chorwacki prawnik i polityk, od 2024 minister gospodarki.

## Życiorys
W 2006 ukończył studia prawnicze na Uniwersytecie w Splicie. W 2010 podjął praktykę w zawodzie adwokata, a w 2020 uzyskał uprawnienia syndyka. Zaangażował się w działalność polityczną w ramach Ruchu Ojczyźnianego (DP), wszedł w skład prezydium tego ugrupowania. W maju 2024 objął urząd ministra gospodarki w trzecim rządzie Andreja Plenkovicia.